# 에바 (협동조합)
에바: 플랫폼 협동조합은 우버(UBER)를 대신할 사회적경제 승객 운송 서비스 플랫폼을 지향하는 에바는 차량을 호출하고 배달 서비스를 이용할 수 있는 모바일 폰 앱을 운영하는 캐나다 퀘벡 소재 플랫폼 협동조합이다.
모바일 앱을 다운 받고 이용하는 승객(이용자) 및 운전자(공급자), 사무국 직원(노동자)들이 다양한 형태의 조합원들이 한 협동조합의 조합원이 되는 다중 이해 관계자 협동조합 (solidarity co-operative)이다. 2020년부터 상품 및 식사 배달 서비스도 제공하고 있습니다.
현재는 퀘벡 주에서만 운영하고 있다. 북미 각지에 지역별 회원 조합을 준비하려는 움직임이 있다.
퀘벡 주에서 두 번째로 가장 많이 사용하는 승차 공유 앱이다.
퀘벡 내 승객 운송 이용자 수의 순위는 우버, 에바, 리프트 순이다.
2017년 12월 13일 설립되어 2019년 5월 13일 서비스를 시작했다. '

## 퀘벡의 승차 공유 서비스 영업허가 관련 논쟁
2017년 당시 퀘벡 정부는 승차 공유에 관한 공식 입장을 정리하기 전 파일럿 프로젝트 운영을 명목으로 우버에게 승차공유업 서비스를 허가한 상태였다. 에바를 포함 우버를 제외한 다른 승차 공유 서비스는 퀘벡에서 서비스를 개시할 수 없었다. 프랑수아 보나흐델을 비롯한 정치인, 그리고 시민사회의 이의제기가 지속되었다.
2018년 10월 29일, 퀘벡 주정부의 공식 승인이 없는 상태에서 에바는 베타 서비스 출시를 선언
새로 집권한 주 정부는 2019년 1월 11일 에바에게 우버와 동일한 파일럿 프로젝트 운영을 허가함.

## 에바: 모바일 폰 애플리케이션
에바 협동조합이 출시한 블록체인 기반 승객 운송 서비스 중개 앱이다.
캐나다의 플레이 스토어와 애플 스토어에서 다운 받을 수 있다.
승객(이용자) 조합원은 모바일 폰 앱을 사용하여 가까운 운전자 조합원에게 연락하여 차량을 호출할 수 있다.
사용자 데이터의 독점 및 남용을 막기 위해 블록체인을 기반으로 앱을 개발했다.
앱에 미리 등록한 결제 수단을 이용하여 결제하므로 별도로 현금이나 신용카드를 사용할 필요가 없다.

## 협동조합 소셜 프랜차이즈
에바의 목표는 소셜 프랜차이즈 방식을 이용, 보다 많은 지역에 승객 운송 서비스 공유 플랫폼 협동조합이 설립될 수 있도록 하는 것이다.
에바 글로벌은 프랜차이즈 본사로서 프로그램의 개발과 관리를 담당하고, 지역 협동조합은 연합회의 회원조합이자 프랜차이즈 서비스의 가맹자로서 지역의 서비스 운영을 책임지는 방식의 분업으로 서로 협력하되, 해당 지역의 협동조합이 사업 방식 및 수익의 배분 방식을 결정한다.
가격 책정, 서비스 개선, 수익 배분 둥의 의사결정 과정에 조합원이 참여할 수 있다.
기술을 제공하는 프랜차이즈 본사와 지역 협동조합의 협력 구조를 통하여 서비스의 이용자와 공급자를 연결하는 서비스로서 지속 가능하고 공평한 경제로의 전환을 추구한다.
몬트리올을 시작으로 퀘벡시티(2020년 8월) 및 사그네(2020년 10월 시작) 지역에 서비스를 제공하고 있다.

## 사회 성과
에바는 교통약자들의 이동권 개선에 기여하고자 하는 목표를 가지고 있다.
이를 위해 가까운 장래에 앱 내에 택시 서비스를 통합하고 휠체어를 탈 수 있는 안전한 차를 위한 옵션을 제공할 예정이다.
장애인 외에도 다양한 형태의 교통 약자들이 있으며, 특히 여성들은 야간에 택시 또는 승객 운송 서비스를 이용할 때 불안감을 느낀다.
에바 협동조합은 남성 운전자와 동일한 자동차를 공유할 수 있을 정도로 안전하다고 느끼지 못하는 여성, 성소수자 등 젠더 관련 교통약자들을 위해 여성 운전자들이 제공하는 개발할 계획을 가지고 있다.
에바는 인종, 국적, 지위, 종교, 장애, 젠더 정체성에 따른 차별을 극복하는 서비스를 지향한다.

## 에바 협동조합 언론 보도 및 인터뷰
2020년 10월 26일, Iheartradio 인터뷰 : IN TRANSIT: RIDE-HAILING APP EVA EXPANDS DELIVERY SERVICE
에바 협동조합이 배달 서비스를 시작한다는 내용을 담은 인터뷰이다.
https://www.iheartradio.ca/cjad/audio/in-transit-ride-hailing-app-eva-expands-delivery-service-1.13800865?mode=Article&fbclid=IwAR2UYCZgKtqUNfShC8em0yAZDv8jbVKxwUPWllPhFyvg6Ufk3sfeM3DZgfY
2020년 4월, 블로거 "Blockchain Socialist"가 달단 이수피 Dardan Isufi 대표를 인터뷰한 내용을 아래 링크에서 들어 볼 수 있다.
https://www.youtube.com/watch?v=n5sDdhGujCg

2018년 10월, 블로거 "Crypto Tim" Brandon Parker 의 에바 협동조합 인터뷰- 당시는 아직 서비스가 정식 출시하기 전이었다.
https://www.youtube.com/watch?v=zC2jykbpv4Y&t=210s